# Caliciviridae
Caliciviridae (del latín calix, "cáliz") es una familia de virus infectivos para animales. Los calicivirus han sido encontrados en la mayoría de los animales domésticos y muchos silvestres, como cerdos, conejos, gallinas y anfibios. Contienen un genoma ARN monocatenario positivo y por lo tanto se incluyen en el Grupo IV de la Clasificación de Baltimore.
Debido a su difícil cultivo y a la inexistencia de un modelo animal apropiado, los calicivirus no han sido bien estudiados. Recientemente los avances en biología molecular están permitiendo conocer el genoma vírico.

## Características
Poseen un genoma con ARN de cadena sencilla de sentido positivo como ácido nucleico. Albergan dicha información genética en una cápside carente de envoltura viral y estructuralmente definida por una simetría icosaédrica, de un tamaño de 35 a 40 nm. Los viriones se acumulan como partículas aisladas en disposiciones para-cristalinas en el citoplasma, formando microfibrillas en estructuras membranosas.

## Géneros
Sus géneros representativos son:
- Bavovirus
- Lagovirus
- Minovirus
- Nacovirus
- Nebovirus
- Norovirus
- Recovirus
- Salovirus
- Sapovirus
- Valovirus
- Vesivirus

## Síntomas de la enfermedad en humanos
Las infecciones en humanos por el virus de Norwalk y Virus Sapporo usualmente causan gastroenteritis aguda. Los síntomas pueden incluir vómito y diarrea. Estos síntomas surgen después de un periodo de incubación de 2 días y suelen durar sólo 3 días. La mayoría de las infecciones por calicivirus no precisan de atención médica, pero los pacientes inmunocomprometidos pueden necesitar hospitalización para una terapia de rehidratación.